# Alejandro Páez Varela
Alejandro Páez Varela (Ciudad Juárez, Chihuahua, 1968) es un periodista y escritor mexicano. A los 24 años se mudó a la Ciudad de México, en donde ahora radica. En 2015 ganó el Premio Binacional de Novela Joven Frontera de las Palabras / Border of worlds. Fue subdirector del periódico El Universal y fundador de la revista Día Siete que se publicó durante 11 años.  También trabajó como editor en los periódicos Reforma y El Economista. Actualmente se desempeña como director general del portal de noticias Sin Embargo.
Su obra literaria incluye las novelas Corazón de Kaláshnikov (Planeta 2008), Música para Perros (Alfaguara 2013), El Reino de las Moscas (Alfaguara 2012) y Oriundo Laredo (Alfaguara 2017). También ha escrito diversos libros de periodismo como Presidente en Espera (Planeta 2011) y junto con el periodista Álvaro Delgado Gómez ha publicado  La disputa por México (HarperCollins 2022), Izquierda (Grijalbo 2023) y Derecha (Grijalbo 2024).